# Podzol

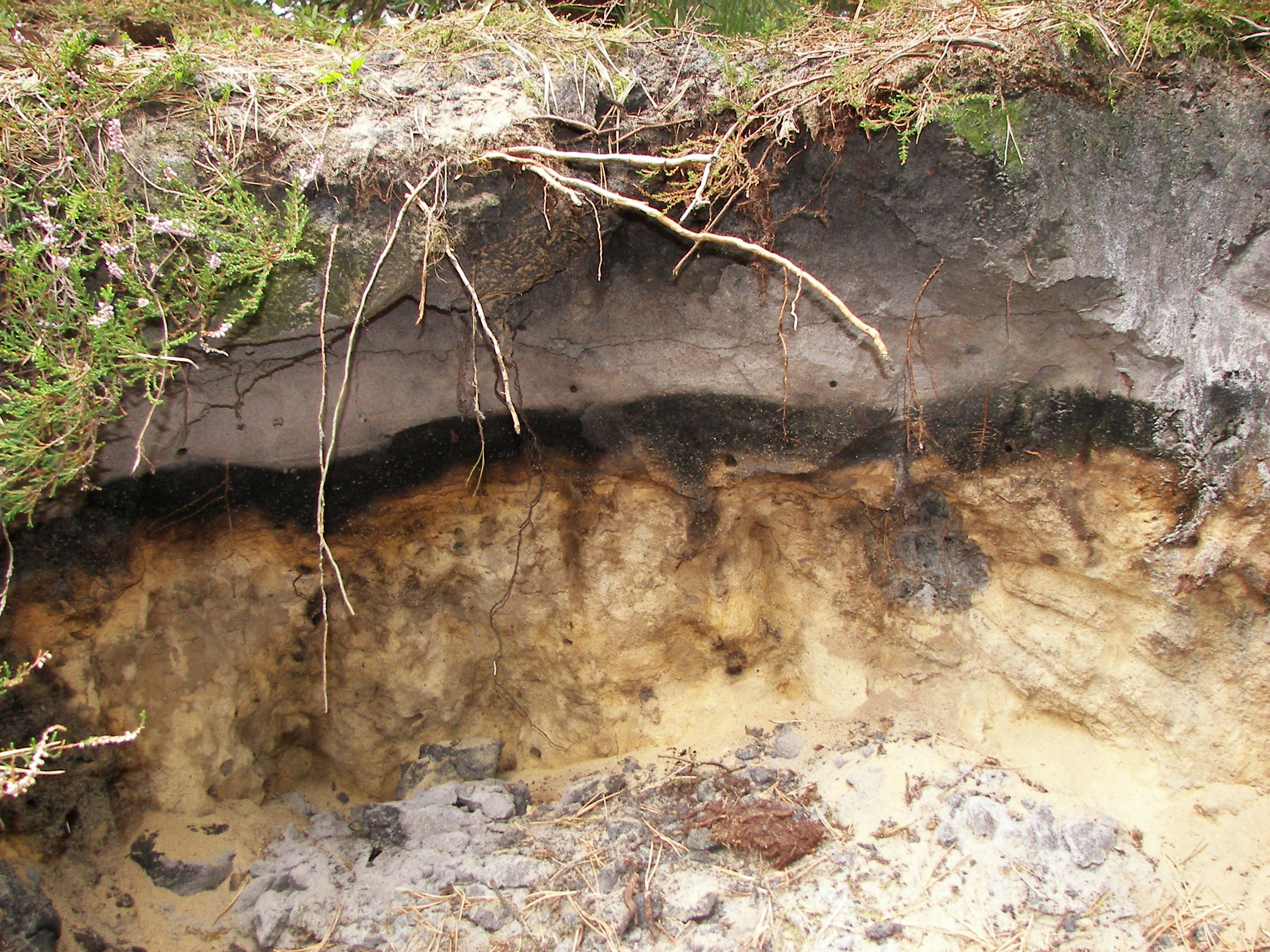
Un suolo podzolico, Germania.

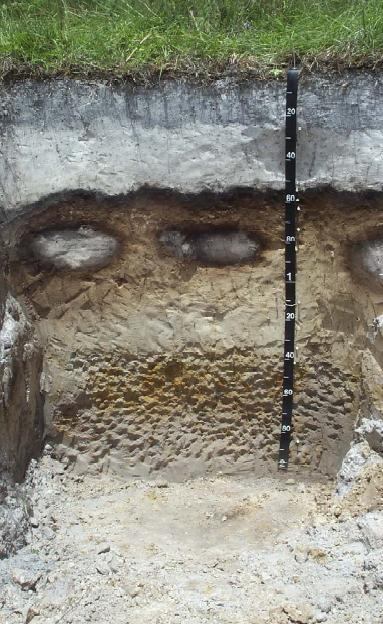
Podzol di ambiente subtropicale, Florida.

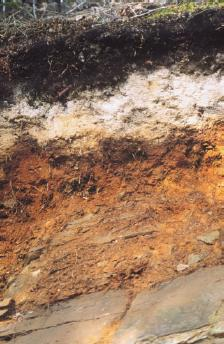
Suolo podzolico di ambiente freddo, sviluppato su scisto sotto vegetazione mista di mona conifere e latifoglie (Vermont).

Il podsol o podzol o terra grigia è un particolare tipo di suolo zonale, caratteristico delle foreste di conifere; è piuttosto acido, con una netta differenziazione in orizzonti.
Il nome di questi suoli deriva dal russo pod, sotto e zola, cenere, alludendo alla frequentissima presenza, nei suoli derivanti da questo processo, di un orizzonte diagnostico albico, decolorato (la "cenere") al di sopra di un orizzonte illuviale (sotto la cenere), al contrario molto colorato.

## Caratteristiche
In un podzol tipico si hanno, dall'alto in basso,
- un orizzonte organico O, formato dalla lettiera forestale;
- un orizzonte eluviale E (albico), che ha assunto il colore biancastro o grigio dei minerali primari non alterati;
- un orizzonte illuviale Bh, con accumulo di humus, scuro;
- un orizzonte illuviale Bs (spodico), molto colorato, con arricchimenti di ossidi di alluminio e ferro.

Gli ambienti di formazione dei podzol sono quelli della foresta di conifere, a clima freddo e umido (la fascia della taiga); tuttavia, si osservano dei suoli podzolici, anche su notevoli estensioni, anche nelle foreste di conifere di ambiente caldo, subtropicale, come nel sudest degli Stati Uniti.
I principali sistemi mondiali di classificazione dei suoli, Soil Taxonomy e WRB, li classificano rispettivamente negli ordini degli Spodosol e nel raggruppamento dei Podzol.

## Processi pedogenetici
La podsolizzazione designa un composito processo pedogenetico che porta all'accumulo residuale di silice derivante da movimenti interni a carico dei composti del ferro e dell'alluminio.
L'alterazione dei minerali viene favorita dall'abbondanza di composti organici a basso peso molecolare, a carattere acido, derivanti dalla spessa lettiera acidificante, poco umificata, formata dagli aghi delle conifere. Si formano così, fra questi due prodotti, dei complessi amorfi (chelati) che vengono successivamente traslocati, ad opera dell'acqua circolante, nelle parti basse del profilo.
Qui giunti, non appena le condizioni del pedoambiente subiscono modifiche (ad esempio un ambiente maggiormente ossidante), avviene la loro ossidazione e progressiva decomposizione; il ferro in essi contenuto si deposita sotto forma di idrossido, donando il colore piuttosto acceso tipico dell'orizzonte di illuviazione di questi suoli, mentre il resto della molecola precipita originando l'allofane. La sostanza organica si deposita originando l'orizzonte Bh, molto scuro, che si rileva spesso fra l'orizzonte eluviato e l'orizzonte di accumulo illuviale; l'acidità complessiva del pedoambiente contrasta fortemente la genesi di argille cristalline.
Dato che le cariche positive libere dei cationi tendono a neutralizzare i composti organici acidi derivanti dalla decomposizione della lettiera, il processo di podzolizzazione si instaura unicamente su substrati acidi o impoveriti in cationi.